# Pogórze Bałtowskie
Pogórze Bałtowskie - region znajdujący się na obrzeżach Gór Świętokrzyskich, na północny wschód od Ostrowca Świętokrzyskiego. Rozciąga się pomiędzy doliną Kamiennej, a jej lewym dopływem Wolanką.
Pogórze zbudowane jest z utworów jurajskich i kredowych, głównie z wapieni. Występują tu lessowe wąwozy, których głębokość sięga niekiedy 20 m. Wzniesienia Pogórza schodzą stromymi krawędziami w dolinę Kamiennej, która pod Bałtowem tworzy malowniczy przełom.